# Eleonora Marie Anhaltsko-Bernburská
Eleonora Marie Anhaltsko-Bernburská (7. srpna 1600, Amberg – 17. července 1657, Strelitz) byla anhaltsko-bernburskou princeznou a sňatkem meklenbursko-güstrowskou vévodkyní.

## Život
Eleonora Marie se narodila jako dcera knížete Kristiána I. Anhaltsko-Bernburského (1568–1639) a jeho manželky Anny Bentheimsko-Tecklenburské (1579–1624), dcery hraběte Arnolda III. Pod přezdívkou die Beständige („Odolná“) byla spoluzakladatelkou a druhou hlavou Académie des Loyales, jednoho z ženských protějšků literární Ovocné společnosti.
7. května 1626 se pětadvacetiletá Eleonora Marie v Güstrow provdala za o deset let staršího dvojnásobného vdovce, vévodu Jana Albrechta II. Meklenburského (1590–1636). Když po deseti letech zemřel, převzala Eleonora regentství za svého tříletého syna Gustava Adolfa, jak bylo uvedeno v manželově testamentu. O tři dny později ji však její švagr Adolf Fridrich sesadil jako regentku i jako poručnici jejího syna a sám se těchto rolí ujal. To způsobilo mezi Eleonorou Marií a jejím švagrem hořký spor. 4. května 1636 se však statky podvolily Adolfu Fridrichovi.
Adolf Fridrich se odvolal proti zákonu svého bratra a nahradil všechny členy v kabinetu v Güstrow, kromě Andrease Buggenhagena. Rovněž podnikl opatření proti reformované církvi v Meklenbursku-Güstrow. V roce 1637 oddělil Gustava Adolfa od jeho kalvinistické matky. Nikdo se neodvážil podílet se na soukromých kalvinistických službách, které Eleonora Marie pořádala, a byla odkázána na své vdovské sídlo ve Strelitzu. Císař Ferdinand III. vládl v její prospěch. Adolf Fridrich však pokračoval ve svých soudních řízeních proti ní a do záležitosti zapojoval cizí mocnosti.
Eleonora Marie se v roce 1645 nakonec vzdala svých práv. Zemřela o dvanáct let později v létě 1657 na vdovském sídle ve Strelitzu. Pohřbena byla v katedrále v Güstrow.

## Potomci
Z deseti let trvajícího manželství se narodilo pět dětí, pouze dvě se však dožily dospělosti:
- 1. Anna Žofie Meklenburská (29. 9. 1628 – 10. 2. 1666)[1]
⚭ 1649 Ludvík IV. Lehnický (10. 4. 1616 Brzeg – 24. 11. 1663 Lehnice), kníže lehnický, volovský a břežský[2]
- 2. Jan Kristián Meklenburský (1629–1631)[3]
- 3. Eleonora Meklenburská (1630–1631)[4]
- 4. Gustav Adolf Meklenburský (26. 2. 1633 Güstrow – 6. 10. 1695 tamtéž), poslední vévoda z Meklenburska-Güstrow od roku 1636 až do své smrti[5]
⚭ 1654 Magdalena Sibyla Holštýnsko-Gottorpská (24. 11. 1631 Schleswig – 22. 9. 1719 Güstrow)[6]
- 5. Luisa Meklenburská (20. 5. 1635 – 6. 1. 1648)[7]